# Campylobacterales
Die Campylobacterales sind eine Ordnung von Bakterien. Ökologisch und bezüglich ihres Stoffwechsels sind sie eine sehr vielfältige Gruppe. Hierzu zählen auch einige medizinisch wichtige Krankheitserreger. Sie werden zu der Abteilung der Pseudomonadota (auch als Proteobakterien bezeichnet) gestellt, die Gram-Färbung fällt negativ aus, was typisch für Arten der Proteobakterien ist.

## Merkmale
Die Zellen der Campylobacterales sind meist gekrümmt oder spiralig, mit Ausnahme von Thiovulum majus, welches runde oder eiförmige Zellen bildet. Die Arten sind in der Regel mikroaerophil, sie können nur in Umgebungen mit geringem Sauerstoffgehalt leben. Einige sind auch gänzlich anaerob, diese Arten können nur unter völligen Sauerstoffausschluss überleben.
Thiovulum majus ist mit 600 Mikrometer pro Sekunde eines der sich am schnellsten fortbewegenden Bakterien.
Verschiedene Arten von Campylobacter können Dünndarmentzündungen (Enteritis) mit blutigen Durchfällen hervorrufen, die sogenannte Campylobacter-Enteritis. Die Infektion des Menschen erfolgt über Trinkwasser und Lebensmitteln, oft durch Geflügelfleisch.
Es sind auch einige schwefeloxidierende Bakterien innerhalb der Campylobacterales vorhanden. Thiovulum oxidiert Schwefelwasserstoff (H2S) mit Sauerstoff (O2) zu elementarem Schwefel (S). Bei diesen Reaktionen wird Energie frei, die von den Bakterien zur Assimilation von Kohlenstoffdioxid genutzt wird. Thiovulum spielt somit eine wichtige Rolle im Schwefelkreislauf der Erde. Die zu der Familie Campylobacteraceae gehörende Gattung Sulfurospirillum reduziert elementaren Schwefel mit Ameisensäure oder Wasserstoff und gewinnt hierdurch Energie. Sulfurospirillum ist somit ebenfalls wichtig im Schwefelkreislauf.

## Systematik
Es folgt eine Liste einiger Familien und Gattungen der Ordnung (Biologie) Campylobacterales:
- Arcobacteraceae Waite et al. 2020
  - Arcobacter Vandamme et al. 1991

- Helicobacteraceae Garrity et al. 2006
  - Helicobacter Goodwin et al. 1989
  - Sulfuricurvum Kodama and Watanabe 2004
  - Sulfurimonas Inagaki et al. 2003
  - Sulfurovum Inagaki et al. 2004
  - Thiovulum Hinze 1913
  - Wolinella Tanner et al. 1981

- Campylobacteraceae Garrity et al. 2006
  - Campylobacter Sebald and Véron 1963
  - Sulfurospirillum Schumacher et al. 1993

- Hydrogenimonadaceae
  - Hydrogenimonas Takai et al. 2004[3]
    - Hydrogenimonas thermophila
    - Hydrogenimonas thermophila Takai et al. 2004[3]
    - Hydrogenimonas cancrithermarum Mino et al. 2023[4]